# Saint-Père (Nièvre)
Saint-Père is een gemeente in het Franse departement Nièvre (regio Bourgogne-Franche-Comté). De plaats maakt deel uit van het arrondissement Cosne-Cours-sur-Loire. Saint-Père telde op 1 januari 2022 1.047 inwoners.

## Geografie
De oppervlakte van Saint-Père bedroeg op 1 januari 2022 17,09 vierkante kilometer; de bevolkingsdichtheid was toen 61,3 inwoners per km².

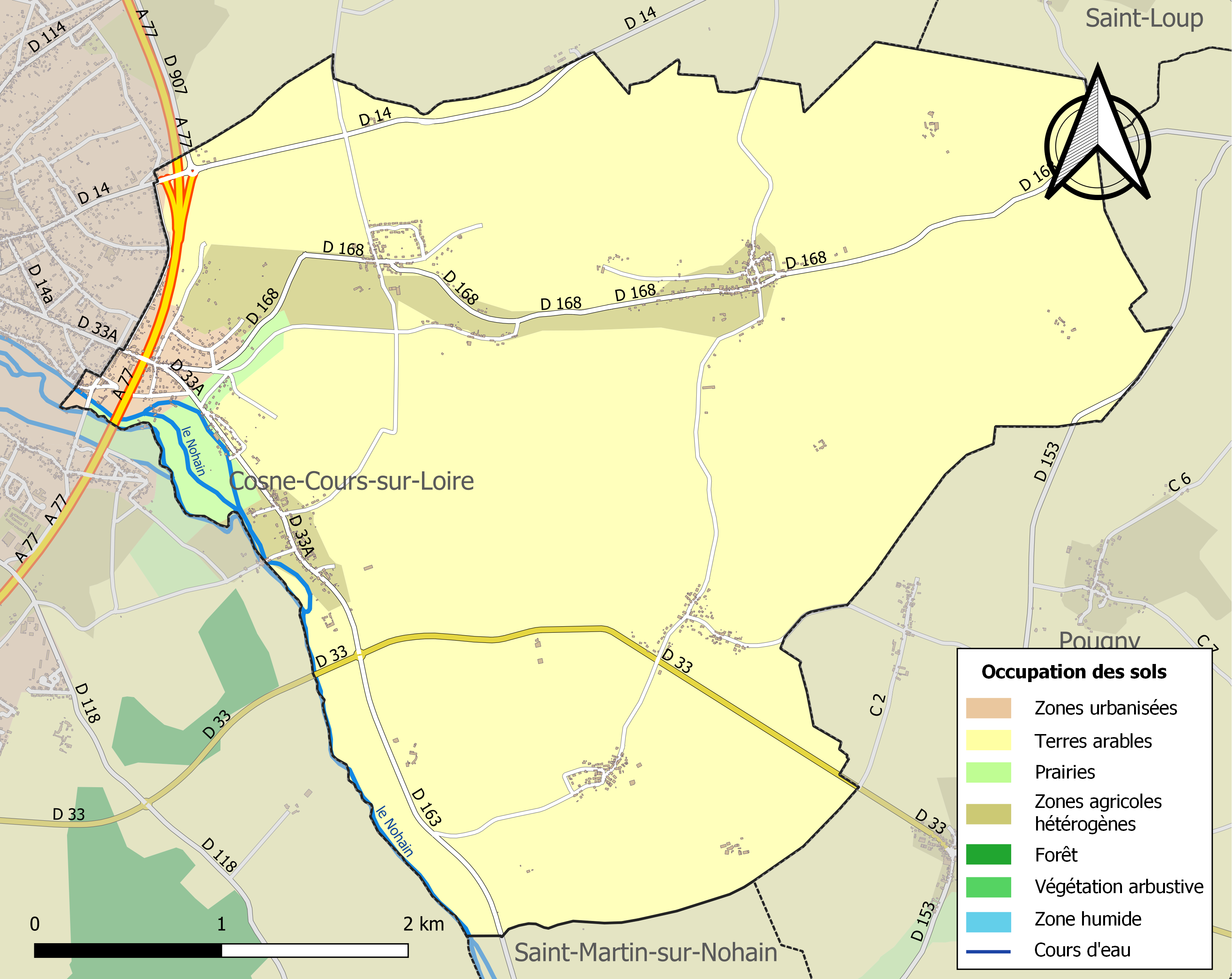
Kaart van de gemeente met de belangrijkste infrastructuur, bodemgebruik en omliggende gemeenten

## Demografie
Onderstaande figuur toont het verloop van het inwonertal (bron: INSEE-tellingen).